# 拉利斯克

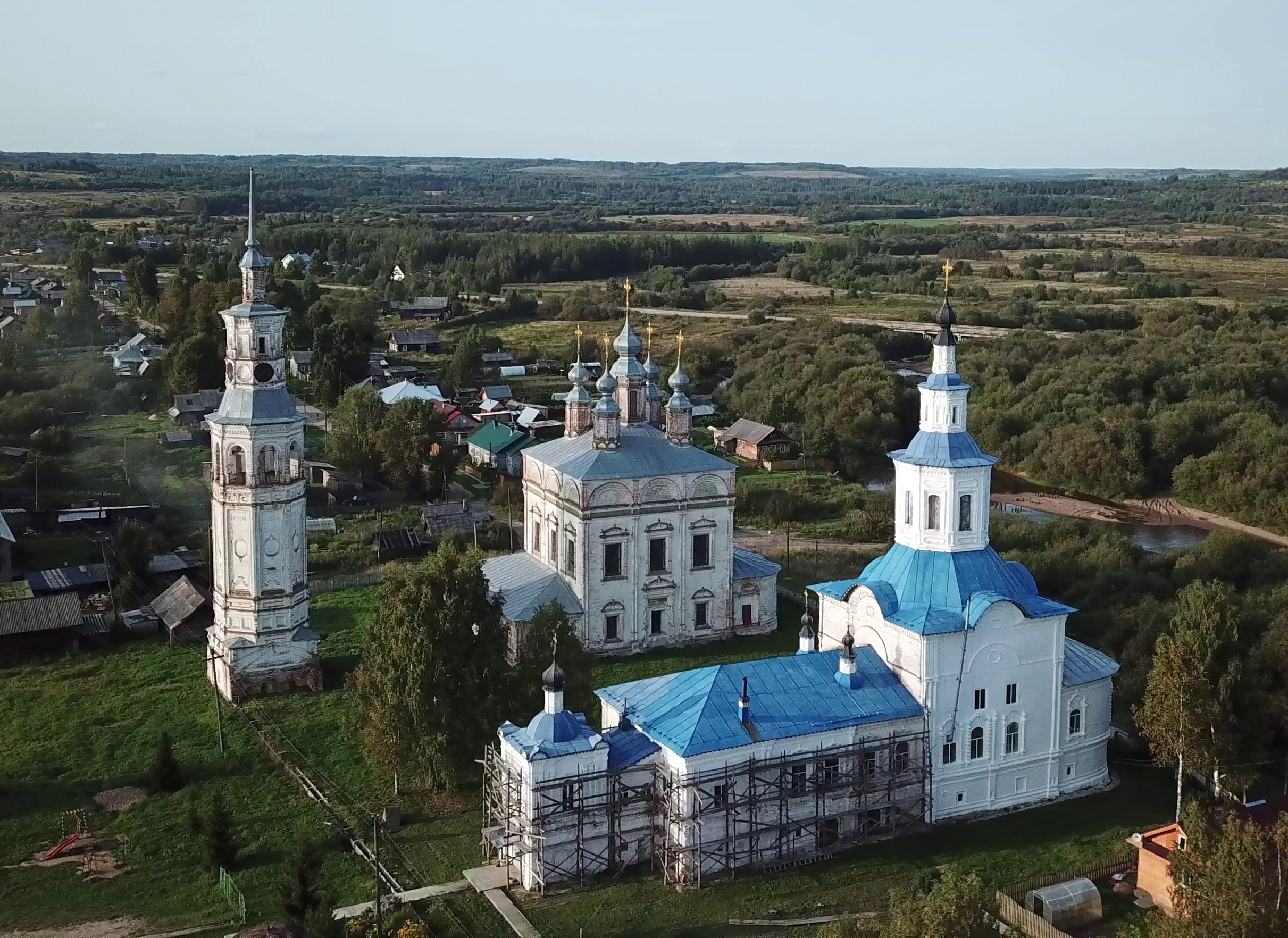

拉利斯克（羅馬化：Lalʹsk）是俄罗斯基洛夫州的市级镇，属卢扎区，位于北德维纳河流域内卢扎河支流拉拉河畔，地处基洛夫州西北部，在区行政中心卢扎东北方、州府基洛夫西北方。
该地2021年人口有2,650人；2010年人口4,642；2002年人口4,551；1989年人口5,471。

## 历史
其名称来源于卢扎河的其中一条支流——拉拉河，诺夫哥罗德人在诺夫哥罗德大屠杀后向东逃离伊凡四世后，建立了此城镇。在17世纪末和18世纪，这里曾是俄罗斯极北地区东部的一个大型贸易前哨。城镇内最早的石教堂建成于1711年。
拉利斯克在1779至1927年间拥有城镇地位，并在1924至1963年间作为拉利斯克区的行政中心。

## 建筑
拉利斯克因拥有大量 18 世纪的东正教教堂而闻名，这些教堂处于不同程度的失修状态:
- 基督复活大教堂（1698-1715 年），其钟楼建于 1729 年
- 附近的圣母领报教堂用于冬季礼拜（1732 - 1762 年）
- 部分毁坏的主显节教堂（1711 年）
- 施洗者圣约翰教堂 (1714)
- 救世主显圣容教堂（1730–1732 年）
- 圣母安息教堂（1791–1796）